# 圣埃斯皮里图州
聖埃斯皮里圖州（葡萄牙語：Espírito Santo，(e)s.'pi.ɾi.tu 'sɐ̃.tu）是巴西的一個州，其州名是基督宗教中「聖靈」的意思。位於東南部大西洋岸。面積46,077.519平方公里，2005年人口3,412,746人。首府維多利亞。